# تاريرو منانغاغوا
تاريرو منانغاغوا (بالإنجليزية: Tariro Mnangagwa)‏ (مواليد 1986)، هي مُخرجة ومُمثلة زيمبابوية، وهي ابنة الرئيس الزيمبابوي إمرسون منانغاغوا. كان أبرز أدوارها السينمائية لعبها لدور البطولة في فيلم غوناريزو سنة 2020.

## وصلات خارجية
- تاريرو منانغاغوا على موقع IMDb (الإنجليزية)